# Goulet George-VI
Le goulet George-VI (en anglais : George VI Sound) est un détroit du sud-ouest de la péninsule Antarctique, entre l'île Alexandre-Ier et la Terre de Palmer. Il peut aussi être considéré comme une faille ou une dépression.
Il est recouvert par la barrière de George VI.
Il est nommé d'après George VI, roi du Royaume-Uni de 1936 à 1952.